# آیه حکومت مستضعفین
آیه حکومت مستضعفین آیه پنجم از سورهٔ قصص است که محتوای آن بشارت به این است که هر جا مستضعفین تحت سلطه ظالمان قرار بگیرند، اراده خداوند چنین است که پیروز بشوند و سرانجام حکومت و رهبری زمین به آنها اعطا شود.

## معارفه، متن و ترجمه
متن آیه بدین شرح است:
﴿وَ نُرِیدُ أَنْ نَمُنَّ عَلَی الَّذِینَ اسْتُضْعِفُوا فِی الْأَرْضِ وَ نَجْعَلَهُمْ أَئِمَّةً وَ نَجْعَلَهُمُ الْوارِثِینَ﴾٥
و ترجمه آن در تفسیر نمونه اینگونه است:
﴿اراده ما بر این قرار گرفته‌است که به مستضعفین نعمت بخشیم، و آنها را پیشوایان و وارثین روی زمین قرار دهیم﴾

## شأن نزول
بنا بر قول بعضی، سورهٔ قصص در سال یازدهم هجری نازل شده‌است، در این سال، مسلمانان در شعب ابی‌طالب تحت محاصره و تحریم اقتصادی قرار دارند؛ و از طرف دیگر دو نفر از حامیان پیامبر اسلام، ابوطالب و خدیجه از دنیا رفته‌اند و سفر تبلیغی پیامبر به طائف نیز با شکست روبرو شده‌است. نتیجتاً احساس ضعف و ناامنی میان مسلمانان فراگیر شده‌است. در چنین شرایطی، قرآن ماجرای فرعون و موسی را روایت می‌کند تا مسلمانان امید ازدست‌رفته خود را به‌دست آورند.

### موقعیت آیه در قرآن
در آیات قبل از این آیه، از استکبار و ظلم و ستم فرعون خبر داده می‌شود. او برای تثبیت حکومت خود، مردم مصر را متفرق کرد و آنها را به دوگروه تقسیم کرد. وی تمام امکانات رفاهی و پست‌های حساس را در اختیار گروه مدنظر خود قرار داد و گروه دیگر که مهاجران بنی اسرائیل بودند، فقیر و محروم بودند و به اعمال شاقه اشتغال داشتند. قرآن در یک جمع‌بندی، فرعون را «مفسد» خطاب می‌کند. قرآن بعد از ترسیم حکومت فرعون برای مخاطب، آیه حکومت مستضعفین را می‌آورد و سپس به داستان موسی و مقابله وی با فرعون و درنهایت «پیروزی حق بر باطل» می‌پردازد.

## تفسیر

### تفسیر لغت «مستضعف»
«مستضعف» دارای انواع مختلفی است اعم از مستضعف فکری، فرهنگی، اقتصادی، اخلاقی و سیاسی. به‌طور کلی، اشارهٔ قرآن بیشتر روی مستضعفین سیاسی و اخلاقی است. «مستضعف بودن» به این معنا نیست که شخص «ضعیف» و فاقد قدرت و نیرو باشد؛ مستضعف کسی است که دارای نیروهای بالقوه و احیاناً بالفعل است اما ازسوی ظالمان تحت فشار قرار گرفته‌است. لغت «مستضعف» گرچه از ریشهٔ «ضعف» است اما از آنجا که در باب استفعال قرار دارد نشان می‌دهد «مستضعف» توسط فرد یا افرادی به ضعف کشیده و محدود شده‌است. در تقابل با فردِ «مستضعف»، «مستکبران» و اشراف و نجبای زمانه قرار می‌گیرند که تلاش می‌کنند از طریق ممکن مستضعفین را تحت سلطه خود بگیرند و آنها را تحت ظلم و ستم خود قرار دهند.

### محتوا
به عقیدهٔ ناصر مکارم شیرازی، آیات ابتدائی سوره قصص بیانگر یک قاعدهٔ کلی برای تمام ازمنه و تمامی مردم جهان است. این آیه اینطور بشارت می‌دهد که در هر مکان و هر زمان مستضعفین تحت سلطهٔ ظالمان قرار بگیرند، ارادهٔ خداوند اینطور است که مستضعفین به پیروزی برسند و سرانجام حکومت زمین به آنها اعطا شود. ناصر مکارم شیرازی پیرامون این آیه می‌گوید: «این آیه بشارتی است برای همه انسان‌های آزاده و خواهان حکومت عدل و داد، و برچیده شدن بساط ظلم و جور.» وی برای نمونه‌ای از آن، به سقوط حکومت فراعنه و ظهور حکومت بنی‌اسرائیل اشاره می‌کند؛ همچنین فتوحات مسلمانان در ایران و بیزانس را «نمونهٔ کامل‌تر» و «استقرار حکومت جهانی صاحب‌الزمان» را «نمونه گسترده‌تر» آن می‌داند.

## در احادیث
در «نهج البلاغه»، قسمت کلمات قصار، شمارهٔ ۲۰۹، از علی ابن ابیطالب چنین آمده‌است:
دنیا پس از چموشی و سرکشی، همچون شتری که از دادن شیر به دوشنده اش خودداری می‌کند، و برای بچه اش نگه می‌دارد، به ما روی می‌آورد … سپس [علی] آیه «وَ نُرِیْدُ اَنْ نَمُنَّ» را تلاوت کرد).
در حدیثی از زین‌العابدین آمده‌است:
سوگند به کسی که محمد را بشارت‌دهنده و بیم‌دهنده به حق قرار داد، که نیکان از ما اهل بیت و پیروان آنها، به منزله موسی و پیروان او هستند، و دشمنان ما و پیروان آنها به منزله فرعون و پیروان او می‌باشند.